# Kostel svatého Václava (Brno-Obřany)
Kostel svatého Václava se nachází v Kmochově ulici v brněnské čtvrti Obřany. Jde o farní kostel římskokatolické farnosti Brno-Obřany. Je chráněn jako kulturní památka České republiky.

## Historie
Původní stavba je snad románská, dnešní stavba má středověké jádro pravděpodobně z počátku 14. století. První písemná zmínka o kostele pochází z roku 1368. Během let 1643–1645 byl kostel poničen a prošel citlivou barokní rekonstrukcí, během které byla zvýšena klenba lodi a přistavěna kaple svaté Barbory. V roce 1713 byl kostel přestavěn a po požáru roku 1780 znovu obnoven.
V letech 1819–1839 působil v Obřanech farář, buditel a spisovatel Tomáš Fryčaj, který je na zdejším hřbitově také pohřbený (naproti vchodu do kostela).

## Interiér
Hlavní oltář s obrazem sv. Václava od Franze Wernera pochází z roku 1805, sochy sv. Petra a sv. Pavla jsou dílem Ondřeje Schweigla. V interiéru kostela se dále nacházejí raně barokní sochy sv. Václava a Madony, boční oltář sv. Jana Nepomuckého s plastikami sv. Lukáše a sv. Marka pochází z počátku 19. století. Interiér kostela doplňuje kazatelna a křtitelnice z počátku 19. století.